# Hyperloop UPV
Hyperloop UPV és un equip de dissenyadors de la Universitat Politècnica de València d'hyperloop. El seu disseny és The Atlantic II, el qual és una de les primeres càpsules autònomes.
L'equip està format per enginyers aeronàutics i industrials Ángel Benedicto, Daniel Orient, David Pistoni, Germán Torres, Juan Vicén i el professor Vicente Dolz. Estan finançats per les empreses valencianes Nagares, Istobal i Jesiva.
EL 2016 van guanyar els premis de al millor disseny i el premi del millor subsistema de propulsió a la Setmana de Disseny de SpaceX.
El 2017 quedà dels 10 millors a la POD Competition, a Los Angeles.